# Karl Ede
Karl Emanuel Folke Ede, tidigare Ericsson, född 28 januari 1894 i Hudiksvall, död 18 oktober 1918 i Stockholm, var en svensk skulptör.
Han var son till agenten Jonas Eriksson och Kristina Vennberg. Ede studerade vid Tekniska skolan i Stockholm samt för Tore Strindberg innan han 1913 for till Paris för att fortsätta sina studier. Vid krigsutbrottet 1914 tvingades han att återvända till Sverige. Som porträttskulptör utförde han bland annat en porträttbyst av arkitekten Ragnar Hjorth och överläkaren Georg Öhngren. Han blev känd som en av de mest lovande yngre skulptörerna i Sverige och med brunnsfiguren Eva erövrade han första pris i Eva Bonnier-fondens tävlan om skulptural utsmyckning av Grev Turerefugen i Stockholm. Vid en ny tävlan om utsmyckning för samma plats 1916 segrade hans förslag igen, tyvärr kom inga av förslagen att genomföras. Ett annat av hans större arbeten var Leda med svanen som kom att utföras i flera versioner. 1919 visades en minnesutställning med Edes skulpturer på Liljevalchs konsthall. Ede finns representerad vid bland annat Nationalmuseum i Stockholm.